# 자쿠 워리어
자쿠 워리어(영어: Zaku Warrior, 일본어: ザクウォーリア)는 TV 애니메이션 《기동전사 건담 SEED DESTINY》 및 관련 작품에 등장하는 모빌 슈트(MS)로 분류되는 가공의 유인 조종식 인간형 로봇 병기이다. "플랜트"의 군사 조직 "자프트"가 운용하며, C.E. 73년부터 자프트의 주력 양산형 모빌 슈트이다. 백팩의 환장기구에 의한 높은 범용성을 지니고 있다. 일반적인 자쿠 워리어의 색상은 녹색이지만 작품 중에서 루나마리아 호크가 탑승하는 붉은색의 자쿠 워리어나 레이 자 바렐이 탑승하는 흰색의 자쿠 팬텀 등 퍼스널 컬러로 도장된 기체도 다수 등장한다.
"자쿠"라는 이름대로, 그 모양이나 설정은 우주세기 건담 시리즈에 등장하는 지온공국군의 "자쿠 II"를 참고하고 있으며, 메카닉 디자인도 오리지널 자쿠를 디자인한 오오카와라 쿠니오가 담당하고 있다. 다만 명확한 차이점도 존재하는데 예를 들면 우주세기의 자쿠가 오른쪽 어깨에 실드, 왼쪽 어깨에 스파이크 아머를 장비하고 있는 것에 비해, 코즈믹 이라의 자쿠는 오른쪽 어깨에 스파이크 아머, 왼쪽 어깨에 실드(상위 기종인 자쿠 팬텀은 양쪽 어깨에 실드를 장비함)를 장비하고 있다.

## 같이 보기
- 기동전사 건담 SEED

### 주해
1. ↑  당초에 우주세기 버전도 오른쪽 어깨에 스파이크 아머, 왼쪽 어깨에 실드로 설정되어 있었지만, 오오카와라의 스탭에게 연락이 닿지 않아 그대로 역전된 상태로 그려져 버렸다고 하는 일화가 있다.